# Tanikaze (tàu khu trục Nhật)
Tanikaze (tiếng Nhật: 谷風) là một tàu khu trục hạng nhất của Hải quân Đế quốc Nhật Bản thuộc lớp Kagerō đã phục vụ tại Mặt trận Thái Bình Dương trong Chiến tranh Thế giới thứ hai.
Vào tháng 6 năm 1942, Tanikaze đã tham gia trận Midway, nơi nó bị hư hại nhẹ do không kích. Cuối năm đó, nó bận bịu với các nhiệm vụ vận chuyển đến Guadalcanal, và trong những tháng đầu năm 1943 nó giúp vào việc triệt thoái lực lượng Nhật Bản còn lại khỏi hòn đảo này.
Vào ngày 9 tháng 6 năm 1944, Tanikaze bị tàu ngầm Mỹ Harder phóng ngư lôi đánh chìm trong eo biển Sibutu gần Tawitawi, cách 90 dặm (170 km) về phía Tây Nam Basilan, ở tọa độ 05°42′B 120°41′Đ / 5,7°B 120,683°Đ.
Tanikaze được rút khỏi danh sách Đăng bạ Hải quân vào ngày 10 tháng 8 năm 1944